# Žďár (Tanvald)
Žďár (německy Brand) je část města Tanvald v okrese Jablonec nad Nisou. Nachází se na severu Tanvaldu. Je zde evidováno 110 adres. Trvale zde žije 233 obyvatel.
Žďár leží v katastrálním území Tanvald o výměře 7,92 km2.

## Historie
Žďár vznikal na východním úpatí Špičáku jako malorolnická osada v 17. století. Zmínka z roku 1647 o tanvaldském rychtáři Adamu Fischerovi dokládá nejstarší osídlení ve Žďáře (pozdější č. p. 1). Kolem roku 1700 se osada osamostatnila a roku 1772 v ní bylo provedeno samostatné číslování domů. Patřila k panství ve Smržovce a k farnosti a škole v Albrechticích, v zimě se vyučovalo v pronajaté místnosti ve Žďáře. Po roce 1848 byl Žďár připojen k Tanvaldu.
V 19. a 20. století zde vznikla strojová přádelna bavlny (č. p. 44, postavena 1857), čtyři brusírny skla (jedna z nich, v č. p. 118, zaměřená na broušení optického skla), sirkárna a jatka (č. p. 100, rok 1903). Roku 1891 byla postavena jednotřídní škola (č. p. 90), roku 1907 vícetřídní škola (č. p. 105). První hasičský spolek ve Žďáře byl založen roku 1883, nový pak roku 1936.

## Galerie

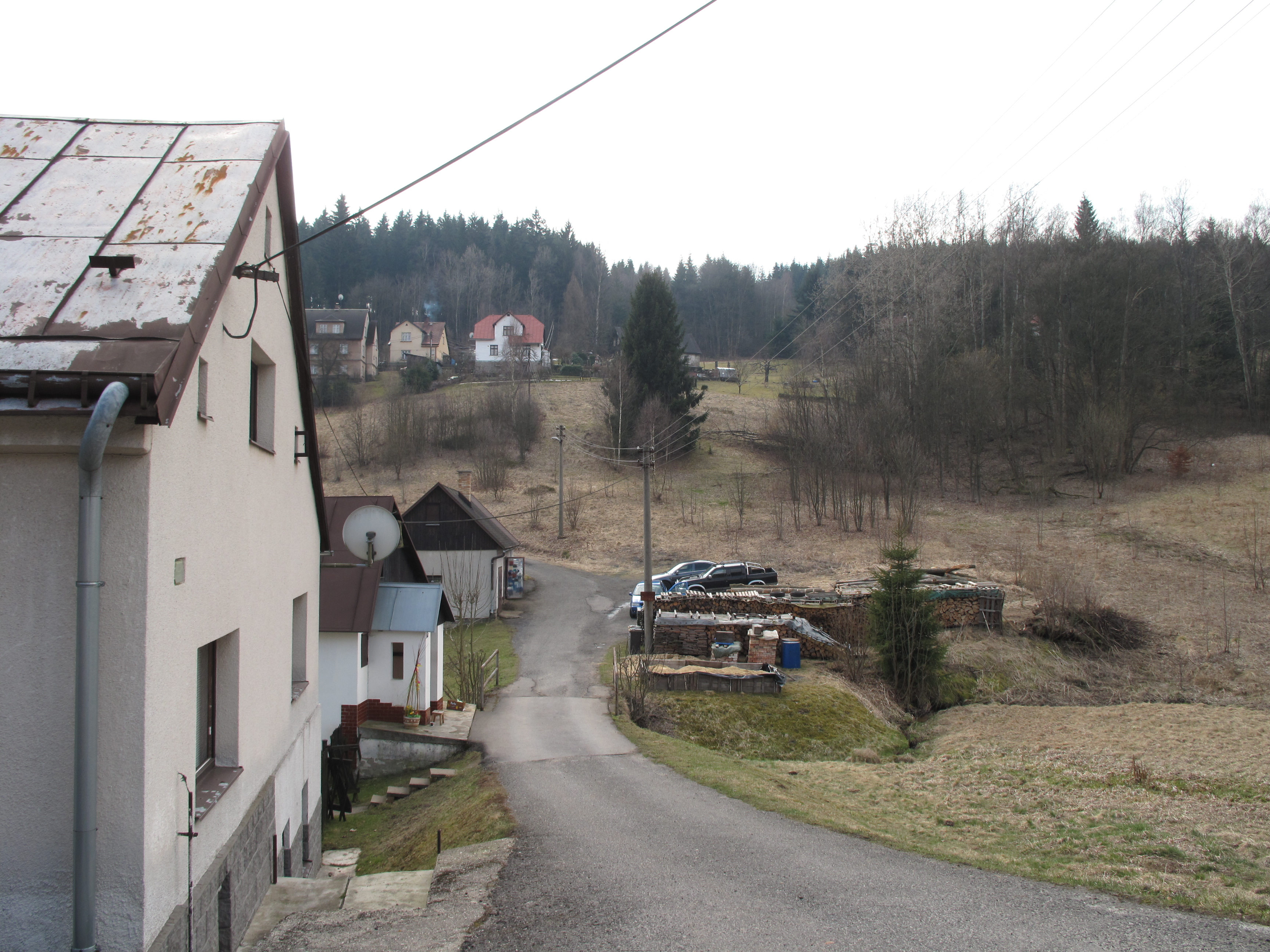
Cesta s domy
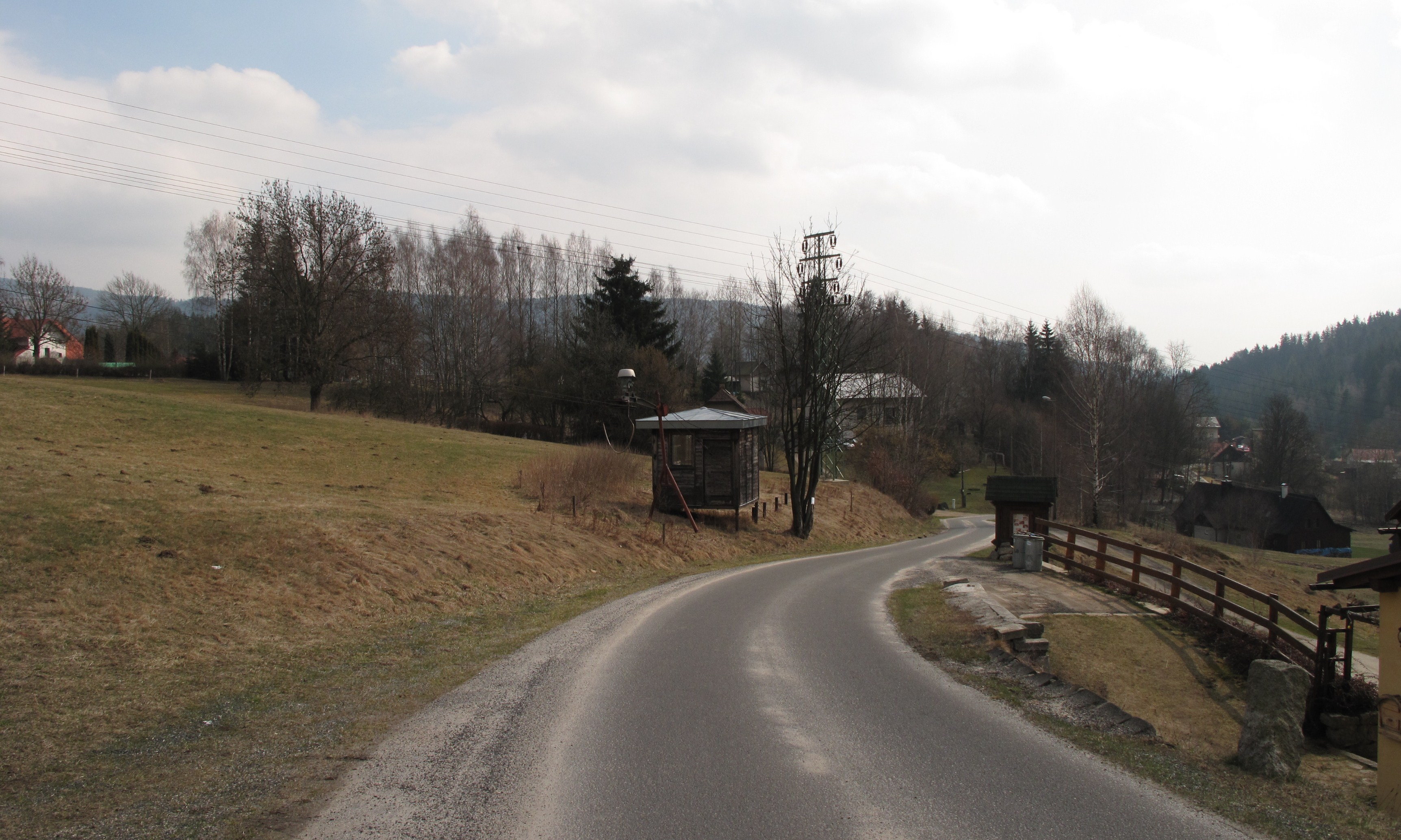
Silnice